# 国学 (律令制の教育機関)
国学（こくがく）とは、律令制において、官人育成のために各国に設置された地方教育機関。なお、大宰府に設置された府学（ふがく）もほぼ同一のものである。
大宝律令によって設置が定められ、各国の国府に1校の併設が義務付けられた。入学資格としては郡司の子弟のうち13－16歳の聡明な者とされていたが、学生定員に欠員がある場合は庶民の子弟の入学を許した。生徒には官人候補者にあたる学生（がくしょう）と医師候補者の医生（いしょう）がおり、その数は国の規模によって違っていた。
- 大国…学生50名　医生10名
- 上国…学生40名　医生8名
- 中国…学生30名　医生6名
- 下国…学生20名　医生4名

教育課程は中央の大学寮・典薬寮とほぼ同じ内容であったと考えられ、卒業者は試験の結果によっては官人に登用されたり大学寮や典薬寮に入る資格を得ることが出来た。757年には中央の制度改革に伴って学生が細分化されて講経生・傅生・医生・針生・天文生・陰陽生・暦算生に分かれた。教官としては各国毎に国博士（くにのはかせ）・国医師（くにのいし）を各1名ずつ置く事が定められていたが、人材難に悩まされて国学が置かれない国や一人の教官が複数国を担当することも珍しくなく、各国で制度が整ったのはようやく奈良時代末期になってからであると考えられている。また、国博士や国医師が史生と同等に扱われて国府の業務に動員されていた記録も存在する。
だが、平安時代に入ると律令制度の崩壊とともに国学も衰退し、11世紀に入る頃までにはほぼ消滅した。記録上でも平安時代末期の12世紀初期を最後に姿を消し、このころに廃絶されたと考えられている。